# Cúp Intertoto 1961–62
Cúp Intertoto 1961–62 là mùa giải đầu tiên của Cúp Intertoto, một giải bóng đá dành cho các câu lạc bộ châu Âu không có giải đấu cấp châu lục để tham gia. Mùa giải đầu tiên với chức vô địch thuộc về Ajax, đội đánh bại Feyenoord trong trận chung kết. Giải đấu có sự tham gia của 32 câu lạc bộ, hầu hết đến từ Trung Âu – Áo, Tiệp Khắc, Đông Đức, Hà Lan, Thụy Sĩ và Thụy Điển, mỗi quốc gia có 4 câu lạc bộ, Ba Lan có 2 câu lạc bộ, và Tây Đức có 6 câu lạc bộ. Cuối cùng trận chung kết trở thành cuộc nội chiến Hà Lan giữa Ajax và Feyenoord.

## Vòng bảng
Các đội bóng được chia thành 8 bảng, mỗi bảng có 4 câu lạc bộ. Các bảng được chia theo khu vực địa lý với 'A' dành cho các nước phía Đông (Áo, Tiệp Khắc, Đông Đức, và Ba Lan) và 'B' dành cho các nước phía Tây (Hà Lan, Thụy Điển và Thụy Sĩ). Các đội bóng đến từ Tây Đức nằm ở cả hai khu vực. Tám đội thắng ở vòng bảng (in đậm ở các bảng dưới) đi tiếp vào vòng đấu loại trực tiếp, với 4 đội khu vực 'A' bốc thăm với 4 đội khu vực 'B'.

### Bảng A1
| XH | Đội               | Tr | T | H | T | BT | BB | HS  | Đ  |
| -- | ----------------- | -- | - | - | - | -- | -- | --- | -- |
| 1  | Slovan Bratislava | 6  | 4 | 2 | 0 | 16 | 4  | +12 | 10 |
| 2  | Vorwärts Berlin   | 6  | 2 | 1 | 3 | 13 | 10 | +3  | 5  |
| 3  | Odra Opole        | 6  | 2 | 1 | 3 | 8  | 16 | −8  | 5  |
| 4  | Wiener AC         | 6  | 1 | 2 | 3 | 9  | 16 | −7  | 4  |

### Bảng A2
| XH | Đội           | Tr | T | H | T | BT | BB | HS  | Đ  |
| -- | ------------- | -- | - | - | - | -- | -- | --- | -- |
| 1  | Baník Ostrava | 6  | 5 | 1 | 0 | 24 | 7  | +17 | 11 |
| 2  | Motor Jena    | 6  | 3 | 2 | 1 | 14 | 12 | +2  | 8  |
| 3  | Osnabrück     | 6  | 2 | 0 | 4 | 9  | 14 | −5  | 4  |
| 4  | Grazer AK     | 6  | 0 | 1 | 5 | 9  | 23 | −14 | 1  |

### Bảng A3
| XH | Đội                    | Tr | T | H | T | BT | BB | HS | Đ |
| -- | ---------------------- | -- | - | - | - | -- | -- | -- | - |
| 1  | Spartak Hradec Králové | 6  | 3 | 2 | 1 | 15 | 12 | +3 | 8 |
| 2  | Górnik Zabrze          | 6  | 3 | 1 | 2 | 17 | 14 | +3 | 7 |
| 3  | Berliner FC Dynamo     | 6  | 3 | 1 | 2 | 13 | 14 | −1 | 7 |
| 4  | Wiener Sportclub       | 6  | 1 | 0 | 5 | 15 | 20 | −5 | 2 |

### Bảng A4
| XH | Đội                | Tr | T | H | T | BT | BB | HS | Đ |
| -- | ------------------ | -- | - | - | - | -- | -- | -- | - |
| 1  | First Vienna       | 6  | 4 | 1 | 1 | 17 | 9  | +8 | 9 |
| 2  | Tatran Prešov      | 6  | 2 | 2 | 2 | 15 | 14 | +1 | 6 |
| 3  | Lokomotive Leipzig | 6  | 3 | 0 | 3 | 7  | 11 | −4 | 6 |
| 4  | Kickers Offenbach  | 6  | 1 | 1 | 4 | 13 | 18 | −5 | 3 |

### Bảng B1
| XH | Đội               | Tr | T | H | T | BT | BB | HS  | Đ  |
| -- | ----------------- | -- | - | - | - | -- | -- | --- | -- |
| 1  | Feyenoord         | 6  | 5 | 0 | 1 | 24 | 12 | +12 | 10 |
| 2  | Schalke 04        | 6  | 4 | 0 | 2 | 22 | 12 | +10 | 8  |
| 3  | IFK Göteborg      | 6  | 1 | 1 | 4 | 12 | 22 | −10 | 3  |
| 4  | La Chaux-de-Fonds | 6  | 1 | 1 | 4 | 11 | 23 | −12 | 3  |

### Bảng B2
| XH | Đội       | Tr | T | H | T | BT | BB | HS  | Đ |
| -- | --------- | -- | - | - | - | -- | -- | --- | - |
| 1  | Ajax      | 6  | 4 | 1 | 1 | 26 | 8  | +18 | 9 |
| 2  | Malmö FF  | 6  | 3 | 2 | 1 | 15 | 10 | +5  | 8 |
| 3  | Pirmasens | 6  | 3 | 1 | 2 | 17 | 19 | −2  | 7 |
| 4  | Zürich    | 6  | 0 | 0 | 6 | 6  | 27 | −21 | 0 |

### Bảng B3
| XH | Đội                  | Tr | T | H | T | BT | BB | HS | Đ  |
| -- | -------------------- | -- | - | - | - | -- | -- | -- | -- |
| 1  | Örgryte              | 6  | 4 | 2 | 0 | 15 | 7  | +8 | 10 |
| 2  | VVV-Venlo            | 6  | 3 | 1 | 2 | 13 | 12 | +1 | 7  |
| 3  | Borussia Neunkirchen | 6  | 2 | 0 | 4 | 12 | 15 | −3 | 4  |
| 4  | Grenchen             | 6  | 1 | 1 | 4 | 6  | 12 | −6 | 3  |

### Bảng B4
| XH | Đội              | Tr | T | H | T | BT | BB | HS  | Đ  |
| -- | ---------------- | -- | - | - | - | -- | -- | --- | -- |
| 1  | Sparta Rotterdam | 6  | 5 | 0 | 1 | 23 | 12 | +11 | 10 |
| 2  | Elfsborg         | 6  | 4 | 0 | 2 | 21 | 17 | +4  | 8  |
| 3  | Tasmania Berlin  | 6  | 1 | 1 | 4 | 11 | 16 | −5  | 3  |
| 4  | Basel            | 6  | 1 | 1 | 4 | 9  | 19 | −10 | 3  |

## Tứ kết
| Đội 1             | Tỉ số | Đội 2                  |
| ----------------- | ----- | ---------------------- |
| Slovan Bratislava | 6–1   | Sparta Rotterdam       |
| Örgryte           | 2–3   | Baník Ostrava          |
| Ajax              | 4–3   | First Vienna           |
| Feyenoord         | 3–1   | Spartak Hradec Králové |

## Bán kết
| Đội 1     | Tỉ số | Đội 2             |
| --------- | ----- | ----------------- |
| Ajax      | 5–1   | Slovan Bratislava |
| Feyenoord | 1–0   | Baník Ostrava     |

## Chung kết
Thi đấu một lượt tại Amsterdam.
| Đội 1 | Tỉ số | Đội 2     |
| ----- | ----- | --------- |
| Ajax  | 4–2   | Feyenoord |